# ソウル・セレナーデ (キング・カーティスの曲)
「ソウル・セレナーデ」（Soul Serenade）は、キング・カーティスが1964年に発表したインストゥルメンタル。ロック/ソウル系のミュージシャンにとりわけ好まれ、ウィリー・ミッチェル（Willie Mitchell）のカバー・バージョンもヒットした。歌詞をつけて歌われたバージョンも少なくない。
キング・カーティス（カーティス・オーズリー）とルーサー・ディクソンによって書かれた。1964年1月13日、シングルとして発表された。同年発売のアルバム『Soul Serenade』に収録。シングルはビルボード・Hot 100の51位、R&Bチャートの20位を記録した。
ライブ・バージョンが『ライヴ・アット・フィルモア・ウェスト』（1971年）に収録されている。

## カバー・バージョン
- グロリア・リン - 1965年のアルバム『Soul Serenade』に収録。
- アレサ・フランクリン - 1967年のアルバム『貴方だけを愛して』、1968年のライブ・アルバム『アレサ・イン・パリス』に収録。
- ウィリー・ミッチェル - 1967年のアルバム『Ooh Baby, You Turn Me On』に収録。翌1968年にシングルカットされると[2]、ビルボード・Hot 100で23位、R&Bチャートで10位、イージーリスニング・チャートで32位を記録した。映画『ワンス・アポン・ア・タイム・イン・ハリウッド』（2019年）で使用された。
- ルー・ロウルズ - 1968年のアルバム『You're Good for Me』に収録。
- マイク・コットン・サウンド - 1968年のシングル「We Got a Thing Going Baby」に収録。
- オールマン・ブラザーズ・バンド - 1989年のコンピレーション・アルバム『Dreams』に収録。1971年8月26日にニューヨークのA&Rスタジオで行われたライブ音源。「You Don't Love Me」とのメドレー[3]。2016年に発売された『Live from A&R Studios』でも聴くことができる。
- デレク・トラックス・バンド - 2003年のアルバム『Soul Serenade』に収録。